# Benjamin Böckle
Benjamin Böckle (* 17. Juni 2002 in Dornbirn) ist ein österreichischer Fußballspieler.

## Karriere

### Verein
Böckle begann seine Karriere beim FC Lauterach. Im Februar 2016 wechselte er in die Akademie des FC Red Bull Salzburg, in der er fortan sämtliche Altersstufen durchlief.
Zur Saison 2020/21 rückte er in den Kader des zweitklassigen Farmteams FC Liefering. Sein Debüt für Liefering in der 2. Liga gab er im September 2020, als er am ersten Spieltag jener Saison gegen den SK Rapid Wien II in der 77. Minute für Sámuel Major eingewechselt wurde. Für Liefering kam er insgesamt zu 27 Zweitligaeinsätzen. Nach der Saison 2021/22 verließ er Salzburg.
Zur Saison 2022/23 wechselte er daraufhin nach Deutschland zum Zweitligisten Fortuna Düsseldorf, bei dem er einen bis Juni 2025 laufenden Vertrag erhielt. Für Düsseldorf kam er in seiner ersten Saison zu sechs Einsätzen in der 2. Bundesliga. Im August 2023 wechselte er leihweise zum Drittligisten Preußen Münster. Während der Leihe kam er zu 27 Einsätzen in der 3. Liga, mit Münster stieg er in die 2. Bundesliga auf.
Zur Saison 2024/25 kehrte Böckle nicht mehr nach Düsseldorf zurück, sondern wechselte zurück nach Österreich, wo er sich dem Bundesligisten SK Rapid Wien anschloss, bei dem er einen bis 2027 laufenden Vertrag erhielt. Für Rapid kam er in seiner ersten Spielzeit zu jeweils sieben Einsätzen für die Profis in der Bundesliga und die Reserve in der 2. Liga. Zur Saison 2025/26 wurde er an den Ligakonkurrenten WSG Tirol verliehen.

### Nationalmannschaft
Böckle spielte im April 2017 erstmals für eine österreichische Jugendnationalauswahl. Im September 2018 debütierte er gegen Zypern für die österreichische U-17-Auswahl. Mit dieser nahm er 2019 auch an der EM teil. Bei dieser kam er in allen drei Spielen zum Einsatz, mit Österreich schied er jedoch punktelos als Letzter der Gruppe D in der Vorrunde aus.
Im September 2019 spielte er gegen Irland erstmals für das U-18-Team.

## Erfolge
Preußen Münster
- Aufstieg in die 2. Bundesliga: 2024